# پوگنزه
پوگنزه (به آلمانی: Poggensee) یک شهر در آلمان است که در هرتسوگتوم لاونبورگ واقع شده‌است. پوگنزه ۳۶۰ نفر جمعیت دارد.